# زاوية جعفر أباد
زاوية جعفر أباد هي قرية في مقاطعة خلخال، إيران. يقدر عدد سكانها بـ 129 نسمة بحسب إحصاء 2016.